# Caixa de connexió

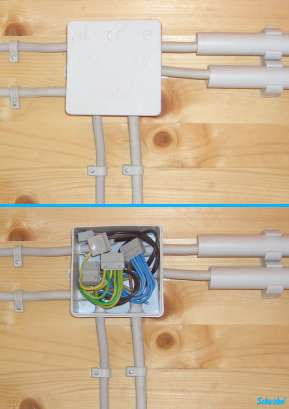
Caixa de connexió en IP54 - versió de superfície; tancada a la part superior, oberta a la part inferior

Una caixa de connexions o caixa d'empalmaments és un contenidor de connexions elèctriques. En general la caixa està destinada a ocultar-les de la vista i descoratjar la manipulació. Una petita caixa de connexions de metall o de plàstic pot formar part d'un conducte elèctric o cable amb funda termoplàstica (TPS) del sistema en un edifici. Està dissenyada per al seu muntatge en superfície, s'utilitza sobretot en sostres, sota els pisos o ocult darrere d'un panell d'accés - sobretot en edificis residencials o comercials.

## Descripció
Les caixes de connexions formen una part integral d'un sistema de protecció dels circuits, on cal subministrar integritat del circuit, com passa a la il·luminació d'emergència o línies d'energia d'emergència. En una instal·lació d'aquest tipus, la prova de foc al voltant dels cables d'entrada o de sortida també s'ha d'estendre a la caixa de connexions per evitar curtcircuits dins de la caixa durant un incendi accidental.
Les línies d'endolls, llums, interruptors de la distribució elèctrica i altres dispositius instal·lats de manera permanent es connecten en caixes de connexió. Els mateixos interruptors es troben als seus propis endolls del dispositiu. Les connexions dels conductors es connecten entre si segons el circuit a implementar (per exemple, interruptor, commutador, circuit creuat,). Els armaris de xarxa i les caixes de distribució també tenen funcions similars.

## Material

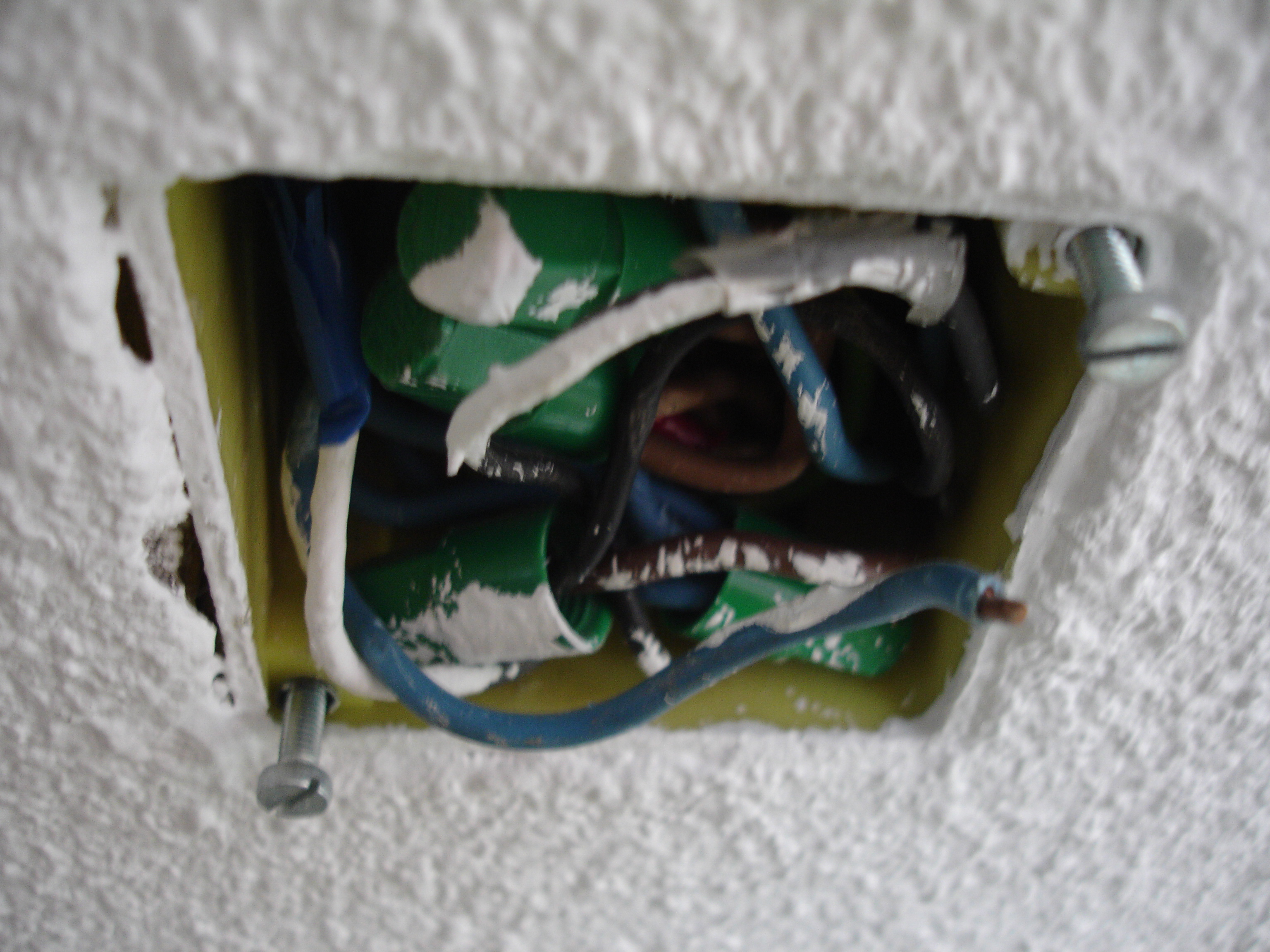
Caixa de connexió encastada

Les caixes de connexió per a instal·lacions domèstiques ara estan fetes de termoplàstic ignífug. Antigament també s'utilitzava baquelita o xapa folrada amb paper quitrà. Les caixes de connexió muntades a la superfície per a aplicacions d'habitacions humides tenen mànigues de goma per acomodar les fundes del cable, de vegades també s'utilitzen caixes de farciment com en el passat. Per a zones molt utilitzades (ús a l'aire lliure, vehicles i vaixells), les caixes de connexió també estan fetes d'alumini fos a pressió. Aquests estan equipats opcionalment amb preses de pas o amb una rosca (abans uniformement PG, ara cada cop més mètrica) per a passacables.
Les caixes d'instal·lació dissenyades per a la instal·lació de dispositius (interruptors, endolls, etc.) també estan disponibles en un disseny més profund i, per tant, ofereixen espai addicional per a terminals, cosa que pot fer que no siguin necessàries algunes caixes de connexió addicionals

## Blocs de terminals

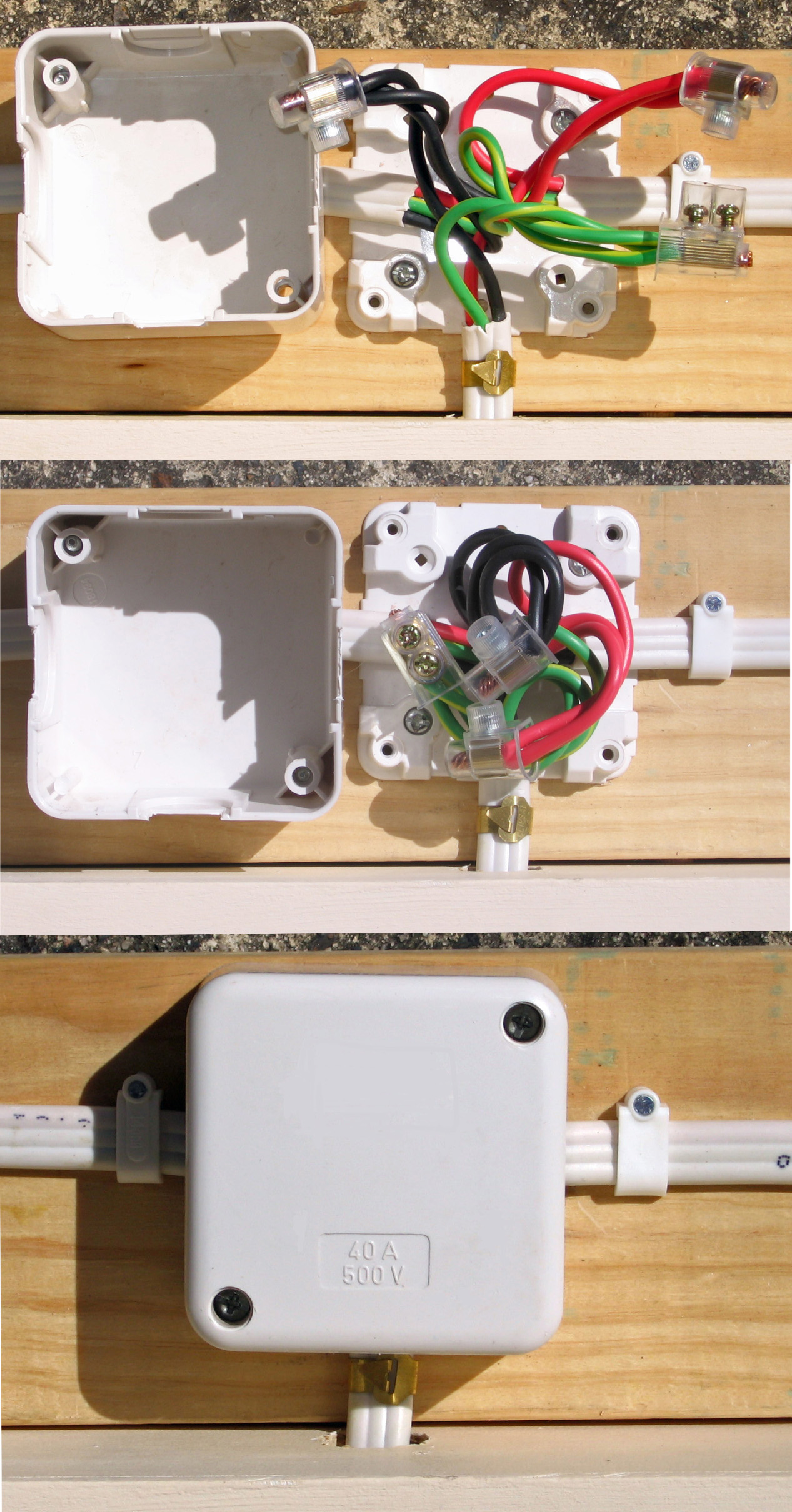
Caixa de connexió muntada en superfície, mostrant les etapes de cablatge.

Dins les caixes de connexió s'hi poden posar regletes de connexió amb cargols; les utilitzades antigament tenien el cos de ceràmica i s'anomenen blocs de terminals. El terme també es va mantenir per als blocs de duroplast utilitzats més tard i també s'utilitza per als blocs de terminals amb suports de plàstic que són habituals avui dia.
Sovint, els conductors d'una caixa de connexió estan connectats amb terminals premsats. Aquestes connexions premsades, en el cas particular d'utilitzar cables d'alumini, són un tipus de connexió fiable, no obstant, les línies d'alumini suposen un gran problema durant les reparacions, tot i que estan protegides, no s'han de connectar als blocs de terminals habituals. Els blocs de subjecció prèviament aprovats per a l'alumini tenien pressions de subjecció més baixes, però no eren fiables. És per això que avui dia ja no s'utilitzen conductors d'alumini. Hi ha eines especials pel crimpatge mixt de conductors d'alumini i coure.

## Tipus
Depenent del mètode d'instal·lació, les caixes es poden instal·lar en superfície o empotrades. Caixes de muntatge en superfície: s'utilitzen per a la instal·lació a parets, equips, etc. P. Les caixes de distribució per a instal·lació oculta s'utilitzen quan es munten en una cavitat de paret.
Les caixes de connexió estan disponibles en versions encastades, de superfície i de caixa de paret. Les caixes de connexió de muntatge en superfície s'utilitzen sovint, per exemple, en instal·lacions d'habitacions humides, en zones exteriors o en soterranis. Els espais residencials solen utilitzar caixes de connexió encastades, normalment situades dins de les zones d'instal·lació i sovint prop del sostre. Per a la connexió de conductors en endolls, s'utilitzen pinces fixades en posició o pinces individuals poc aïllades com a pinces de cargol o com a pinces sense cargols.
Un tipus apropiat (com la que es mostra a la dreta) pot ser cobert de guix en una paret pels codis i estàndards moderns) o emmotlat en formigó - només amb la coberta visible. De forma similar, un contenidor o caixa muntat a la paret utilitzat principalment per contenir interruptors, bases d' endolls i el cablejat de connexió associat es denomina empotrable, caixa empotrable o caixa de mecanisme.

## Galeria

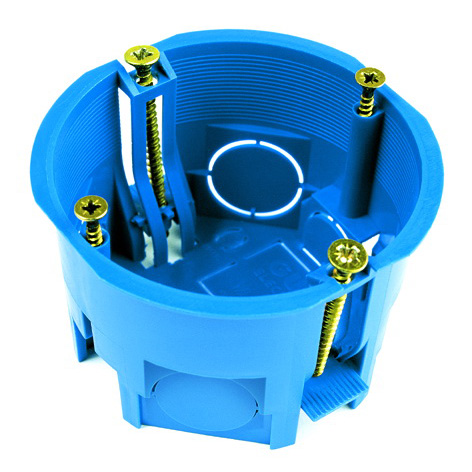
Caixa de muntatge per muntar en parets buides
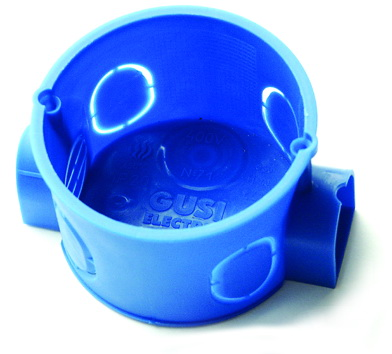
Caixa de muntatge per a la instal·lació en parets de maó
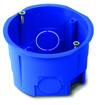
Caixa de muntatge per a la instal·lació en parets de formigó
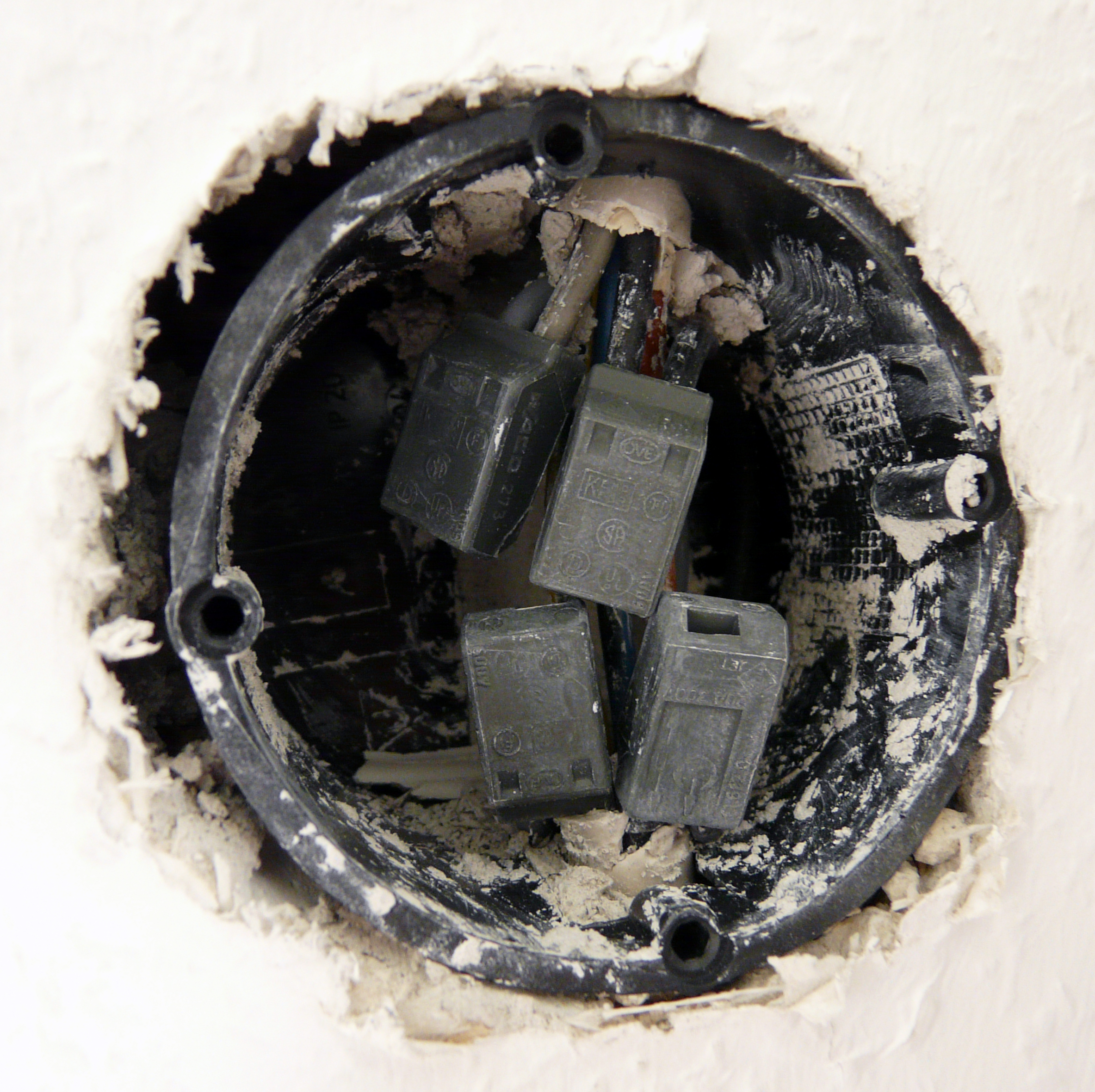
Exemple de caixa de connexió de bakelita
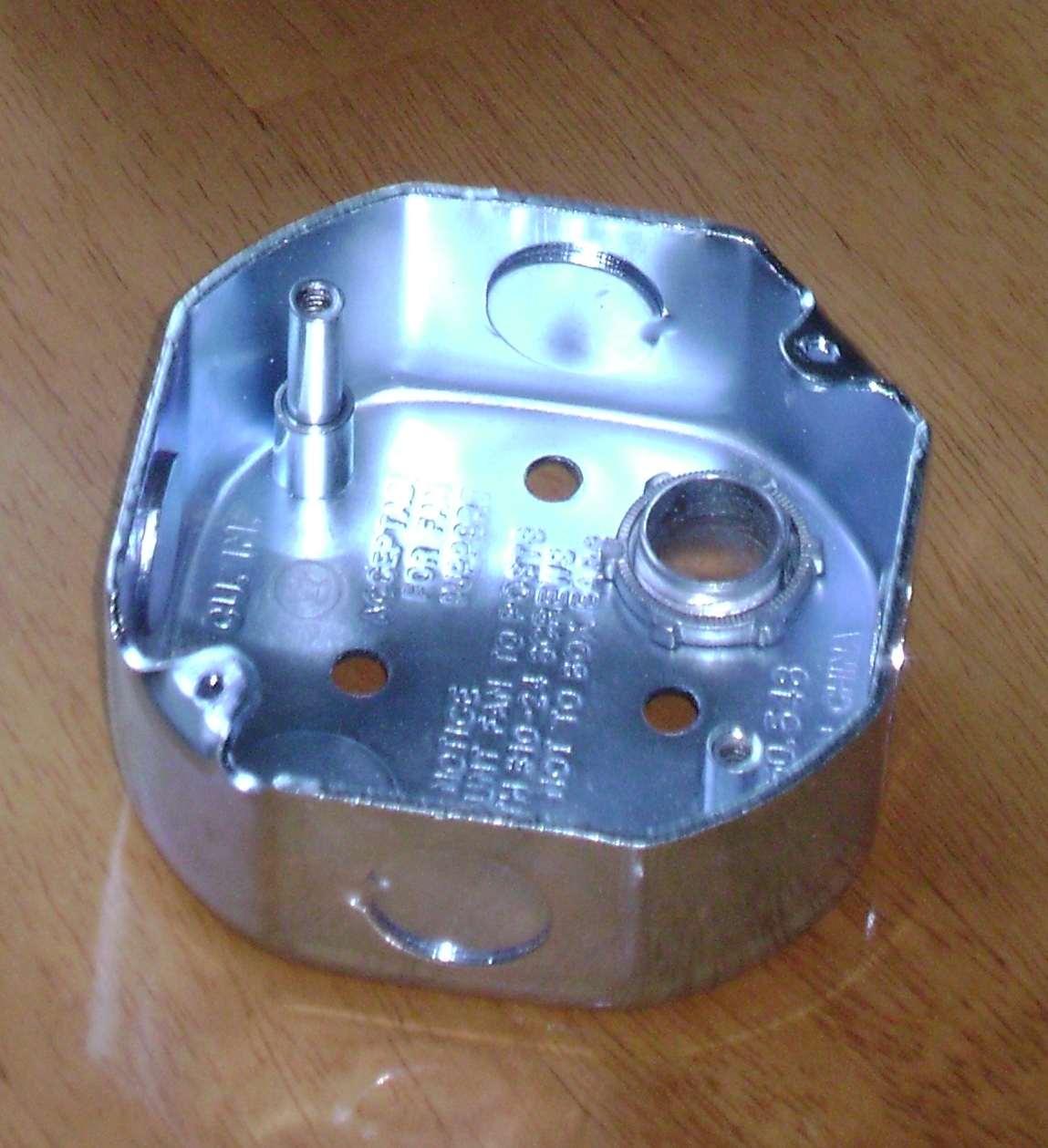
Caixa d'instal·lació metàl·lica per a parets de maó

## Referències

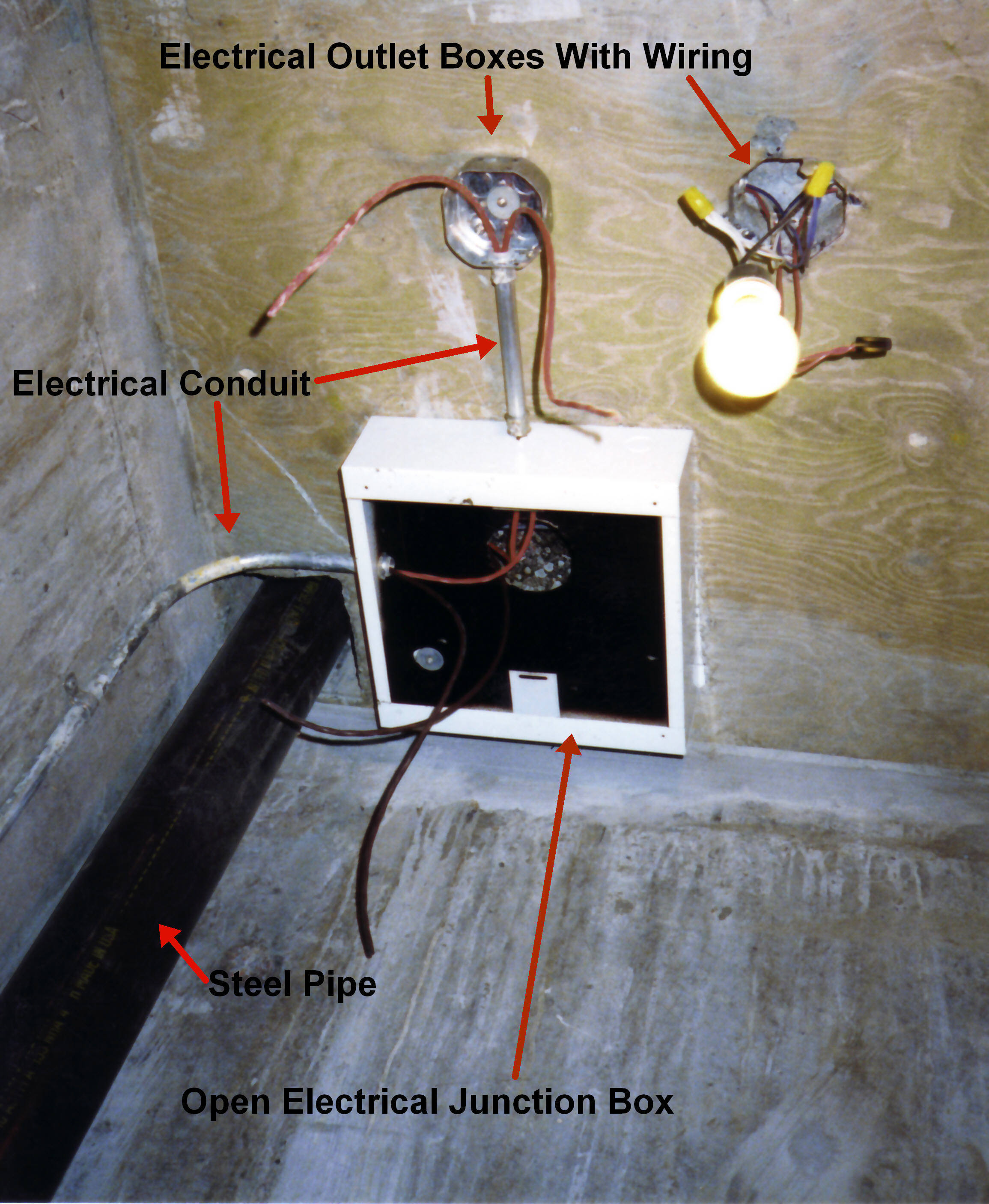
Caixa de connexió elèctrica: els cables passen a través o s'uneixen a dins de la caixa.